# Baltimore Colts 1960
La stagione 1960 dei Baltimore Colts è stata la ottava della franchigia nella National Football League. La squadra si presentava all'inizio della stagione come bi-campione in carica. Il 4 dicembre però, la stella nel ruolo di running back Alan Ameche contro i Detroit Lions si infortunò al tendine d'Achille facendogli perdere le ultime due partite e infine chiudere la carriera. Senza di lui la squadra perse tutte le ultime quattro partite, scendendo dal primo al quarto posto della conference.

## Calendario
| Stagione regolare |              |                        |                    |                    |                               |                    |
| Turno             | Data         | Avversario             | Risultato          | Record             | Stadio                        | Pubblico           |
| 1                 | 25 settembre | Washington Redskins    | V 20–0             | 1–0                | Memorial Stadium              | 53,818             |
| 2                 | 2 ottobre    | Chicago Bears          | V 42–7             | 2–0                | Memorial Stadium              | 57,808             |
| 3                 | 9 ottobre    | at Green Bay Packers   | S 21–35            | 2–1                | Lambeau Field                 | 32,150             |
| 4                 | 16 ottobre   | Los Angeles Rams       | V 31–17            | 3–1                | Memorial Stadium              | 57,808             |
| 5                 | 23 ottobre   | at Detroit Lions       | S 17–30            | 3–2                | Tiger Stadium                 | 53,854             |
| 6                 | 30 ottobre   | at Dallas Cowboys      | V 45–7             | 4–2                | Cotton Bowl                   | 25,500             |
| 7                 | 6 novembre   | Green Bay Packers      | V 38–24            | 5–2                | Memorial Stadium              | 57,808             |
| 8                 | 13 novembre  | at Chicago Bears       | V 24–20            | 6–2                | Wrigley Field                 | 48,713             |
| 9                 | 20 novembre  | Settimana di pausa     | Settimana di pausa | Settimana di pausa | Settimana di pausa            | Settimana di pausa |
| 10                | 27 novembre  | San Francisco 49ers    | S 22–30            | 6–3                | Memorial Stadium              | 57,808             |
| 11                | 4 dicembre   | Detroit Lions          | S 15–20            | 6–4                | Memorial Stadium              | 57,808             |
| 12                | 11 dicembre  | at Los Angeles Rams    | S 3–10             | 6–5                | Los Angeles Memorial Coliseum | 75,461             |
| 13                | 18 dicembre  | at San Francisco 49ers | S 10–34            | 6–6                | Kezar Stadium                 | 57,269             |

## Classifiche
| NFL Western Conference |   |    |   |      |       |     |     |     |
|                        | V | S  | P | %    | CONF  | PF  | PS  | STR |
| Green Bay Packers      | 8 | 4  | 0 | .667 | 7–4   | 332 | 209 | V3  |
| Detroit Lions          | 7 | 5  | 0 | .583 | 7–4   | 239 | 212 | V4  |
| San Francisco 49ers    | 7 | 5  | 0 | .583 | 7–4   | 208 | 205 | V1  |
| Baltimore Colts        | 6 | 6  | 0 | .500 | 5–6   | 288 | 234 | S4  |
| Chicago Bears          | 5 | 6  | 1 | .455 | 5–5–1 | 194 | 299 | S3  |
| Los Angeles Rams       | 4 | 7  | 1 | .364 | 4–6–1 | 265 | 297 | S1  |
| Dallas Cowboys         | 0 | 11 | 1 | .000 | 0–6   | 177 | 369 | S1  |

Nota: I pareggi non venivano conteggiati ai fini della classifica fino al 1972.